# Újszéplaki megállóhely
Újszéplak megállóhely (Nová Polianka zast.) vasúti megállóhely Újszéplakon az Eperjesi kerületben Szlovákiában. A megállóhely a Poprád-Felka–Ótátrafüred–Csorbató között működő Tátrai villamosvasút vonalán fekszik. A Železničná spoločnosť Slovensko a.s. üzemelteti. 

## Fekvése
A megállóhely Felsőhági vasútállomástól 2 km-re keletre fekszik.

## Kapcsolódó állomások
A vasútállomáshoz az alábbi állomások vannak a legközelebb:
- Felsőhági vasútállomás (Csorbató vasútállomás, Poprad-Tatry – Štrbské Pleso railway line)
- Dániel-ház megállóhely (Poprád-Tátra vasútállomás, Poprad-Tatry – Štrbské Pleso railway line)

## Vasútvonalak
Az állomást az alábbi vasútvonalak érintik:
- Poprad-Tatry – Štrbské Pleso railway line